# Euphyia interruptata
Euphyia interruptata là một loài bướm đêm trong họ Geometridae.